# Bulla (pendentif)
Ne doit pas être confondu avec Bulle apostolique ou Bulle pontificale.
Pour les articles homonymes, voir Bulla et Bulle.

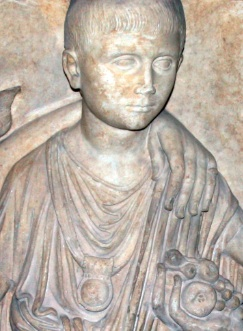
Enfant romain portant une bulla.

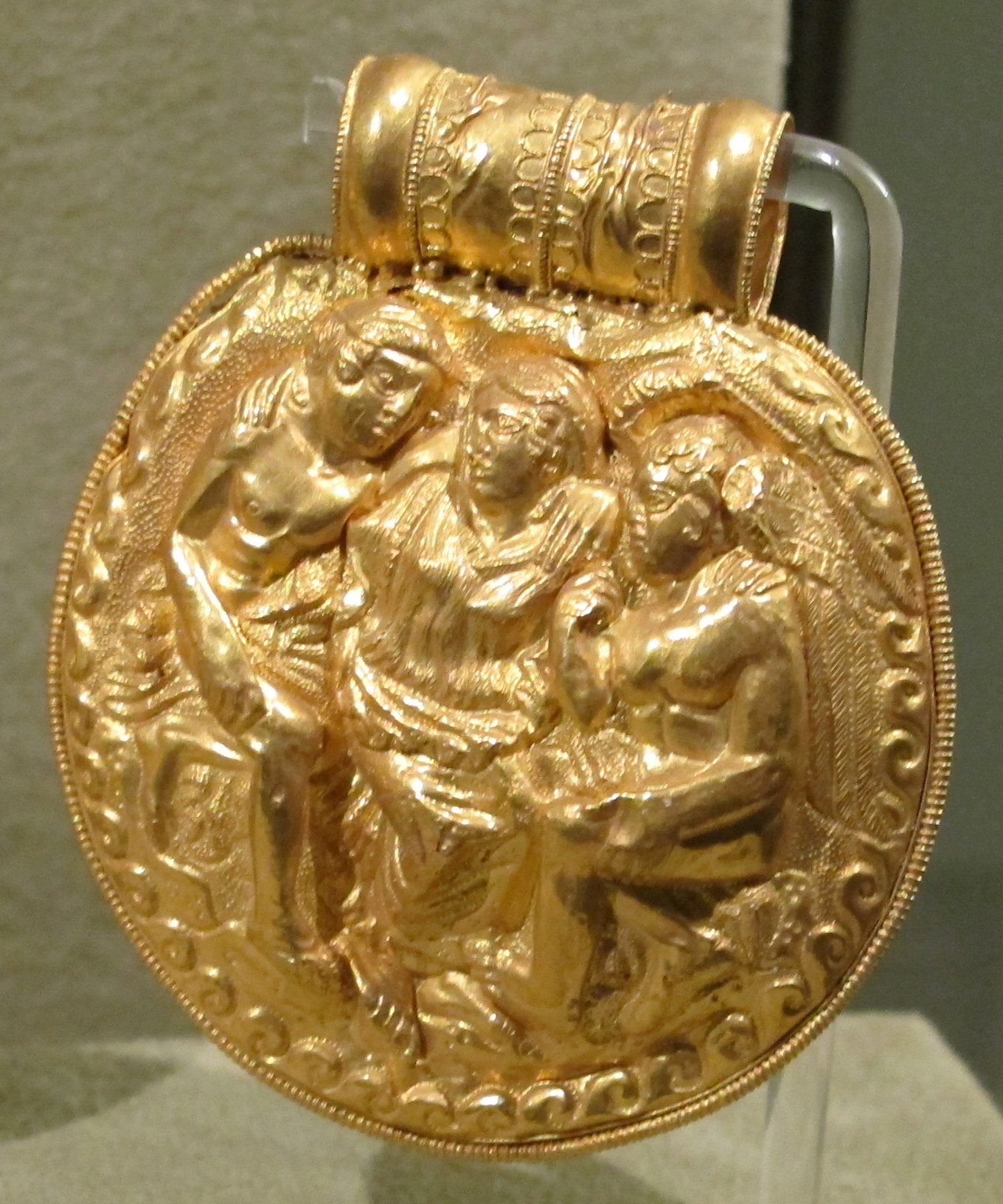
Bulle étrusque en or (Vulci, - 350).

La bulla, ou bulle, dans la Rome antique, est un pendentif, en or pour les riches et en cuir pour les pauvres. Elle est remplie d'amulettes protectrices pour écarter les mauvais esprits. Elle était portée par les enfants romains nés libres. Les garçons l'enlevaient lorsqu'ils atteignaient 17 ans, et les filles lors de leurs noces[réf. souhaitée].
Selon certains auteurs, cette coutume était d'origine étrusque. En effet, la tradition en remonterait à Tarquin l'Ancien qui, selon Pline, aurait remis une bulle d'or à son fils pour l'honorer après l'avoir vu tuer un ennemi lors d'un combat avec les Sabins (et bulla aurea donavit).
Chez les Étrusques, la bulla est également l'emmaillotement qui succède à l'accouchement pour empêcher toute déformation corporelle. Symboliquement, cette pratique permet au bébé de passer de l'état fœtal à l'humanité par la posture verticale.
La bulle est également un bijou qu'on suspendait au cou et qui contenait des reliques ou un bref, par exemple le nom de Dieu ou de la Vierge ou du saint patron ou encore des inscriptions tirées des Écritures. Ces bijoux étaient plus particulièrement attachés au cou des enfants pour les préserver des accidents ou des maléfices, mais également au cou des plus vieux. Malgré les désaveux des instances religieuses devant ces pratiques superstitieuses, l'usage s'est perpétué jusqu'au XVIIIe siècle.